# 阿卡雄灣

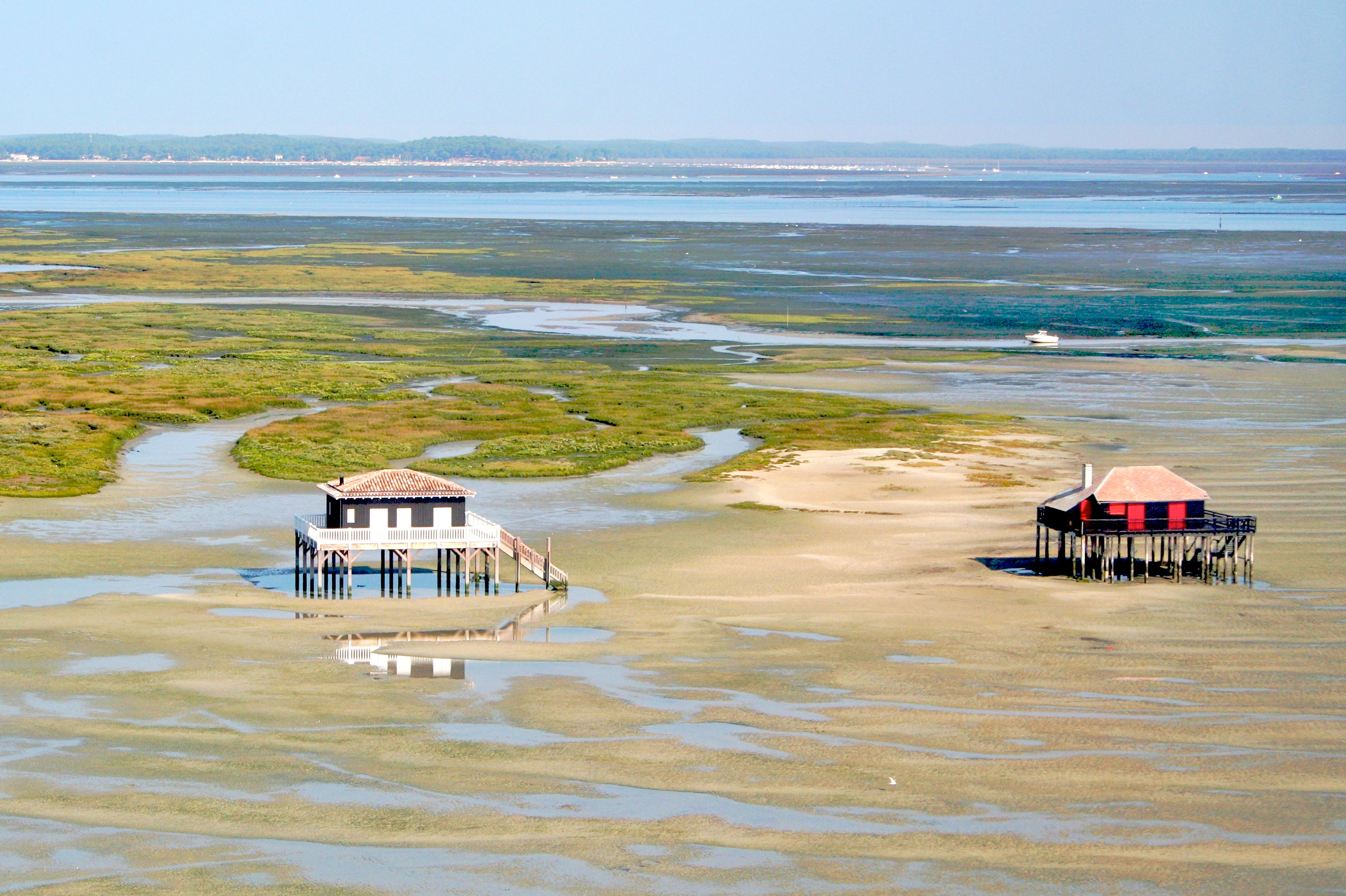

阿卡雄灣（法語：Bassin d'Arcachon，法語發音：[basɛ̃ daʁkaʃɔ̃]）是法國的海灣，位於該國西南岸，屬於大西洋的一部分，面積約155平方公里，每年平均降雨量946.3毫米，該海灣有約350個漁夫從事養蠔。
周边主要城市有阿卡雄、莱日卡普费雷等。